# Mercedes-Benz W 21
La Mercedes-Benz W 21 a été présentée sous le nom de Mercedes-Benz Type 200 en 1933. Elle était dérivée de la Type 170 et a plus tard remplacée les types Stuttgart 200 et Stuttgart 260.

## Mercedes-Benz Type 200/Type 200 longue (1933-1936)

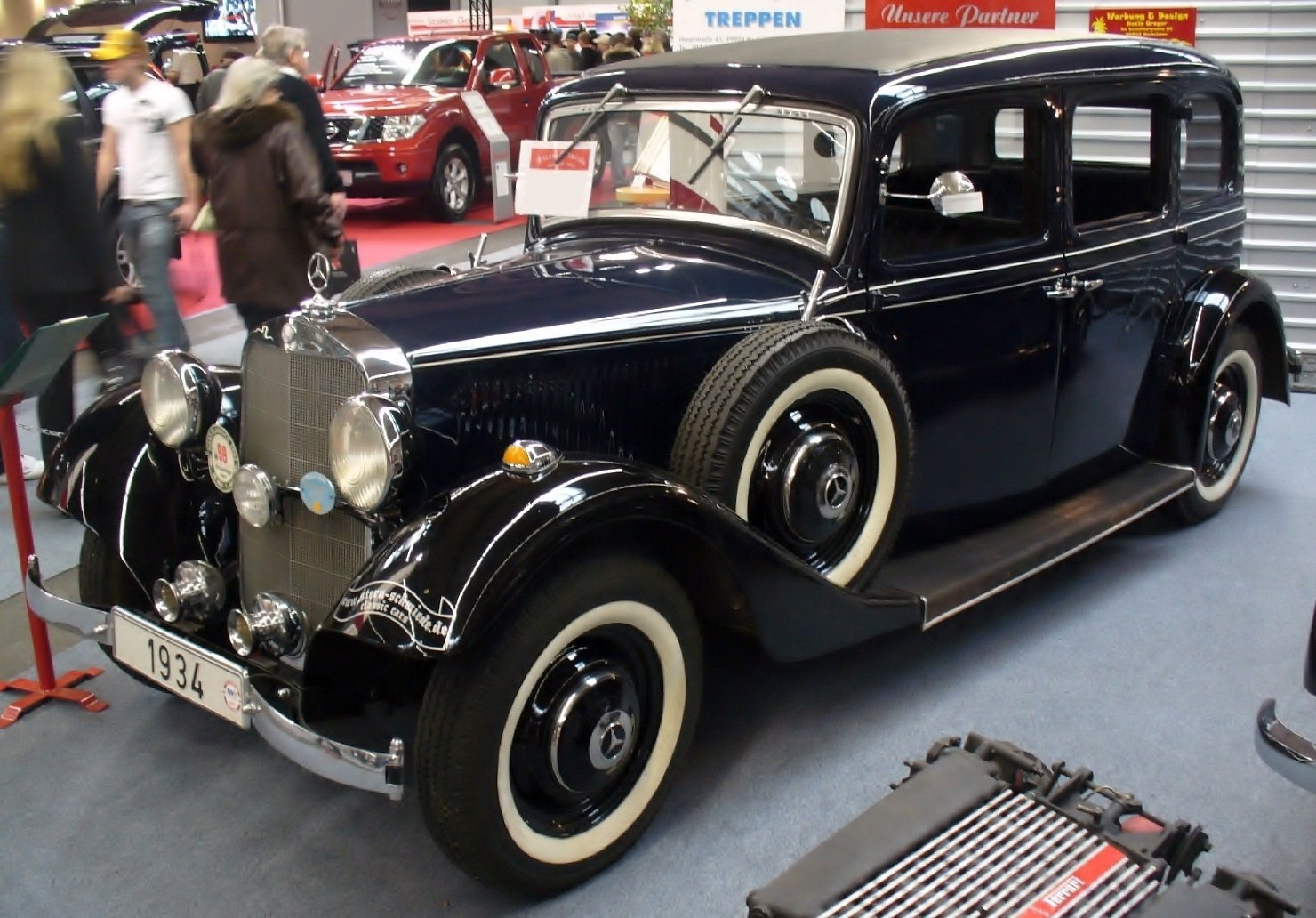
Mercedes-Benz Type 200 longue limousine Pullman

La voiture était disponible en voiture de tourisme deux et quatre portes, en berline deux et quatre portes, en cabriolet à trois ou quatre places (avec deux portes) ou en voiture de sport à deux places. La Type 200 longue (empattement de 3 050 mm) était disponible en limousine Pullman six places, landaulet Pullman, voiture de tourisme six places, berline quatre portes, berline profilée et cabriolet A, B et D.
Son moteur six cylindres en ligne à soupape latérale d'une cylindrée de 1 961 cm³ délivre 40 ch (29 kW) et fait accélérer le véhicule jusqu'à 98 km/h. Les roues arrière sont entraînées via la boîte de vitesses à quatre rapports avec surmultiplication (1:0,73) et arbre à cardan. Toutes les roues sont équipées de frein à tambour à commande hydraulique et sont suspendues individuellement, sur un essieu oscillant avec ressorts hélicoïdaux à l'arrière et sur deux ressorts à lames installés transversalement à l'avant.
Ces changements constituaient une avancée par rapport au modèle précédent, la Stuttgart 200. Cependant, les nouvelles voitures étaient un peu plus simplement équipées et avec à peu près le même prix, ce qui a nui aux chiffres de vente.
La limousine Pullman était très courante dans le Reich allemand en tant que "Kraftdroschke" (taxi). En août 1934, l'Opel 6 Pullman avec un moteur de 36 ch et le même empattement (3 050 mm) est arrivée sur le marché en tant que concurrente, qui à 5 000 Reichsmark était nettement moins cher que la Pullman de Mercedes avec 40 ch pour 6 550 Reichsmark. Corrigés au pouvoir d'achat actuel, ces prix correspondent à environ 25 000 et 33 000 euros.

## Mercedes-Benz Type 230 (1936-1937)

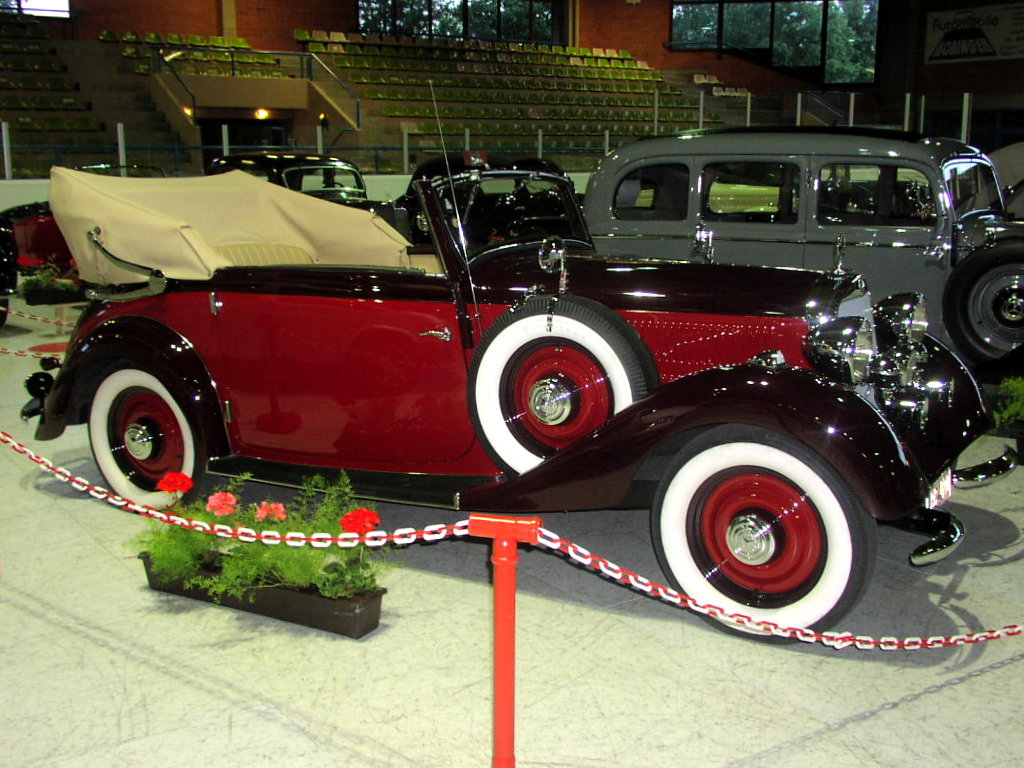
Mercedes-Benz Type 230 cabriolet B (1937)

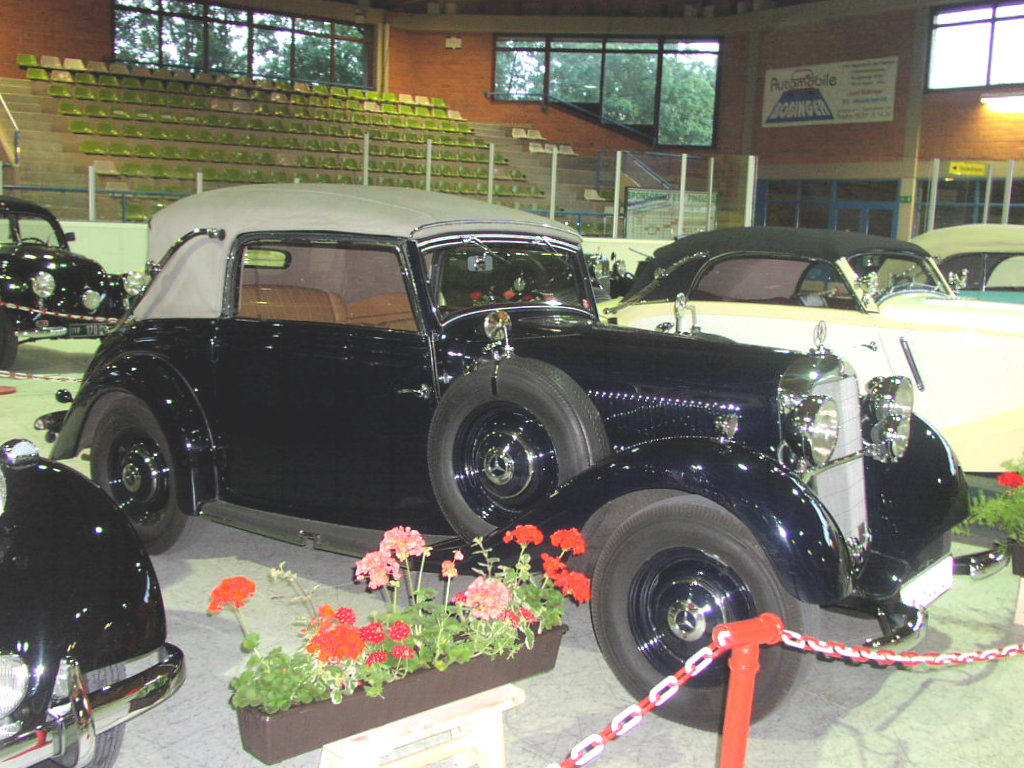
Mercedes-Benz Type 230 cabriolet C (1936)

Un moteur plus puissant est proposé sur le châssis long à partir de 1936. Le moteur six cylindres en ligne, toujours à soupape latérale, d'une cylindrée de 2 229 cm³ délivre 55 ch (40 kW) et permet à la voiture d'atteindre une vitesse de pointe de 110 km/h.
La première voiture diesel, la 260 D, est également apparue sur le même châssis. En 1937, la gamme a été remplacée par la nouvelle Mercedes-Benz W 143.

## Durée et chiffres de vente
|                         | Type 200  | Type 200 longue | Type 230  |
| ----------------------- | --------- | --------------- | --------- |
| Période de construction | 1933–1936 | 1934–1936       | 1936–1937 |
| Nombre d'unités         | 9281      | 6341            | inconnu   |

## Chiffres de production W 21
| Année                     | 1932 | 1933 | 1934 | 1935 | 1936 | total                   |
| ------------------------- | ---- | ---- | ---- | ---- | ---- | ----------------------- |
| W 21 - 200                | 2    | 2788 | 2367 | 3033 | 1091 | 9281 dont 105 Roadsters |
| W 21 - 200 Roadster       | 0    | *    | *    | *    | *    | 105                     |
| W 21 - 200 Version longue | 0    | 0    | 941  | 3801 | 1599 | 6341                    |

 La W 21 à empattement normal n’a été produite qu’à l’usine d’Untertürkheim avec 9 281 véhicules. 6 341 unités de la version longue ont été construites, dont 2 950 à l’usine d’Untertürkheim et 3 391 à Mannheim.